# Perfect Number
Perfect Number (Originaltitel Yonguija X) ist ein Kriminalfilm der südkoreanischen Regisseurin Pang Eun-jin aus dem Jahr 2012. Er ist eine Adaption des Romans Verdächtige Geliebte von Keigo Higashino. Der Film handelt von einem Mathematiklehrer, der plant, das perfekte Alibi für seine Nachbarin zu entwerfen, als diese ihren Ex-Mann ermordet hat.
Der Film kam am 18. Oktober 2012 in die südkoreanischen Kinos und erreichte über 1,5 Mio. Besucher.

## Handlung
Hwa-sun lebt zusammen mit ihrer Nichte, Yoon-ah. Eines Tages taucht ihr Ex-Mann auf, dringt in die Wohnung ein und schlägt Hwa-sun und ihre Nichte. Hwa-sun und Yoon-ah wehren sich jedoch und bringen den Mann dabei um. Ihr Nachbar, Seok-go, hat den Lärm in der Wohnung mitbekommen. Ihm ist schnell klar, was passiert sein muss. Er bietet seine Hilfe für ein Alibi an.
Die Polizei wird auf eine Leiche am Han-Fluss aufmerksam gemacht, mit zertrümmerten Gesicht und verbrannten Händen. In der Nähe findet sich eine Tonne mit angebrannten Kleidungsstücken, einem Hotelschlüssel und ein Fahrrad am Rand. Dadurch findet die Polizei schnell heraus, dass es sich um Hwa-suns Ex-Mann handeln muss. Diese hat aber ein Alibi. Sie war im Kino mit ihrer Nichte. Die Polizei ermittelt jedoch weiter gegen sie und befragt dabei auch den Nachbar. Dieser ist ein alter Schulfreund des ermittelten Polizisten Jo Min-beom. Beide treffen sich. Nach einer Weile bemerkt Jo aber, dass Seok-go in Hwa-sun verliebt sein muss.
Seok-go fühlt sich ertappt und gesteht den Mord an Hwa-suns Stelle. Min-beom ist aber weiterhin überzeugt, dass Hwa-sun die Mörderin ist. Dabei findet er heraus, dass Seok-go einen Obdachlosen, einen Tag nach dem Mord am Ex-Mann, getötet haben muss und deshalb das Gesicht zertrümmerte. Die Polizisten sollten ihn für den Ex-Mann halten. So konnte er problemlos ein Alibi für die beiden Frauen austüfteln.

## Hintergrund
Im Gegensatz zur Romanvorlage, die sich auf das Rätsel fokussiert, betont Pang Eun-jin in ihrer Verfilmung die Beziehung zwischen Seok-go und Hwa-sun. Pang bediente sich zwar dem Szenario von Verdächtige Geliebte, änderte aber einige Details. So ist die Rolle des Physikers Yukawa nicht Teil der südkoreanischen Verfilmung.

## Rezeption
Jason Bechervaise besprach den Film positiv. Die Kameraarbeit sei makellos und die Handlungsorte gerissen ausgewählt. Ryu Seung-bums Leistung als Mathegenie sei ebenfalls hervorragend. Gleiches gelte für Lee Yo-won und Cho Jin-woong.